# Veselîi Kut, Znameanka
Veselîi Kut (în ucraineană Веселий Кут) este un sat în comuna Dmîtrivka din raionul Znameanka, regiunea Kirovohrad, Ucraina. În secolul al XIX-lea, satul făcea parte din volostul Krasnosillea, uezdul Oleksandria.

## Demografie
Componența lingvistică a localității Veselîi Kut
     Ucraineană (96,96%)
     Rusă (2,03%)
     Alte limbi (0,68%)
Conform recensământului din 2001, majoritatea populației localității Veselîi Kut era vorbitoare de ucraineană (96,96%), existând în minoritate și vorbitori de rusă (2,03%).